# Ichnusait
Ichnusait (IMA-Symbol Ich) ist ein sehr selten vorkommendes Mineral aus der Mineralklasse der „Sulfate (einschließlich Selenate, Tellurate, Chromate, Molybdate und Wolframate)“ mit der chemischen Zusammensetzung Th[MoO4]2·3H2O und damit chemisch gesehen ein wasserhaltiges Thorium-Molybdat. Ichnusait ist zudem der erste Fund eines natürlich gebildeten Thorium-Molybdats weltweit.
Ichnusait kristallisiert im monoklinen Kristallsystem, konnte jedoch bisher nur in Form mikroskopisch kleiner, tafeliger Kristalle von maximal 200 μm Länge entdeckt werden. Die Kristalle sind farblos und durchsichtig mit diamantähnlichem Glanz auf den Oberflächen. In Form von blättrigen Mineral-Aggregaten erscheint das Mineral auch weiß mit perlmuttähnlichem Glanz.

## Etymologie und Geschichte
Ichnusait wurde zusammen mit Nuragheit (Th[MoO4]2·H2O) eher zufällig bei einem Routinecheck von Mineralproben aus einem Versuchsabbau einer Molybdän-Bismut-Erzlagerstätte in der Mine von Punta de su Seinargiu (auch Su Seinargiu, 39° 4′ 53″ N, 8° 58′ 37″ O) entdeckt, die sich im unbewohnten westlichen Teil des Gemeindegebiets von Sarroch auf der italienischen Insel Sardinien befindet. Bei einer qualitativen EDS-Analyse fiel bei einigen Kristallen auf, dass diese nur Thorium und Molybdän enthielten. Da natürliche Thorium-Molybdate bisher unbekannt waren, bemühte sich ein Team von Mineralogen, bestehend aus Paolo Orlandi, Cristian Biagioni, Luca Bindi und Fabrizio Nestola, die neue Verbindung vollständig zu analysieren. Anhand zweier besonders reiner Körner des Minerals ließen sich schließlich Chemismus und Kristallstruktur des Minerals bestimmen.
Den Namen für das neue Mineral entlehnte das Mineralogenteam der alten griechischen Bezeichnung Ιχνουσσα [ichnusa] für die Insel Sardinien. Die vollständige Mineralbeschreibung und der gewählte Name wurde bei der International Mineralogical Association (IMA) zur Prüfung eingereicht (Eingangs-Nr. der IMA: 2013-087) und im selben Jahr anerkannt.
Das Typmaterial des Minerals wird in der Sammlung im Museo di Storia Naturale der Universität Pisa in Italien unter der Katalog-Nr. 19679 aufbewahrt.

## Klassifikation
Ichnusait wurde erst 2013 als eigenständiges Mineral von der IMA anerkannt und publiziert. Eine genaue Gruppen-Zuordnung in der 9. Auflage der Strunz’schen Mineralsystematik, deren letzte Aktualisierung mit der Veröffentlichung der IMA-Liste der Mineralnamen 2009 vorgenommen wurde, ist daher bisher nicht bekannt. Aufgrund seiner chemischen Identität als Molybdat, das mit den Sulfaten verwandt ist, kann angenommen werden, dass das Mineral innerhalb der Abteilung 7.G Molybdate und Wolframate innerhalb der Klasse der „Sulfate (einschließlich Selenate, Tellurate, Chromate, Molybdate und Wolframate)“ eingeordnet werden wird.
Im zuletzt 2018 überarbeiteten und aktualisierten Lapis-Mineralienverzeichnis nach Stefan Weiß, das sich aus Rücksicht auf private Sammler und institutionelle Sammlungen allerdings noch nach der alten Form der Systematik von Karl Hugo Strunz in der 8. Auflage richtet, erhielt das Mineral die System- und Mineral-Nr. VI/G.04-25. In der „Lapis-Systematik“ entspricht dies der Klasse der „Sulfate, Chromate, Molybdate und Wolframate“ und dort der Abteilung „Molybdate [MoO4]2− und Wolframate [WO4]2−, Polywolframate“, wo Ichnusait zusammen mit Nuragheit und Sedovit die unbenannte Gruppe VI/G.04 bildet.

## Kristallstruktur
Ichnusait kristallisiert monoklin in der Raumgruppe P21/c (Raumgruppen-Nr. 14) mit den Gitterparametern a = 9,6797(12) Å; b = 10,3771(13) Å; c = 9,3782(12) Å und β = 90,00(1)° sowie 4 Formeleinheiten pro Elementarzelle.

## Eigenschaften
Das Mineral ist durch seinen Thoriumgehalt von bis zu 38,29 % radioaktiv.

## Bildung und Fundorte
Ichnusait bildete sich wahrscheinlich durch Umwandlung von Molybdäniterzen unter basischen Bedingungen. Er fand sich innig verwachsen mit dem ebenfalls erstmals in der Mine von Punta de su Seinargiu entdeckten und eng verwandten Nuragheit in Drusen von Quarzadern. Als weitere Begleitminerale traten Muskovit und teilweise korrodierter Xenotim-(Y) auf.
Ichnusait und Nuragheit konnten bisher nur an ihrer Typlokalität Punta de Su Seinargiu auf Sardinien entdeckt werden. Neben den bereits genannten Mineralen ist die Mine auch noch Typlokalität für Sardignait (2008), Gelosait und Tancait-(Ce) (2009), Mambertiit (2013) sowie Suseinargiuit (2014).

## Vorsichtsmaßnahmen
Aufgrund der ionisierenden Strahlung sollten Mineralproben vom Ichnusait nur in staub- und strahlungsdichten Behältern, vor allem aber niemals in Wohn-, Schlaf- und Arbeitsräumen aufbewahrt werden. Ebenso sollte eine Aufnahme in den Körper (Inkorporation, Ingestion) auf jeden Fall verhindert und zur Sicherheit direkter Körperkontakt vermieden sowie beim Umgang mit dem Mineral Mundschutz und Handschuhe getragen werden.